# Зачерная (Александровский муниципальный округ)
Зачерная — деревня в Пермском крае России. Входит в Александровский муниципальный округ.

## География
Деревня находится в восточной части края, в пределах западных предгорий Среднего Урала, в таёжной зоне, к западу от реки Яйвы, на расстоянии приблизительно 25 километров (по прямой) к западу-юго-западу (WSW) от города Александровска. Абсолютная высота — 154 метра над уровнем моря.

### Климат
Климат характеризуется как умеренно континентальный, с морозной зимой и умеренно тёплым дождливым летом. Средняя многолетняя температура самого холодного месяца (января) составляет −16,5°С, температура самого тёплого (июля) — +16,5°С. Среднегодовое количество осадков — 600—800 мм.

## История
С 2004 до 2019 гг. входила в Всеволодо-Вильвенское городское поселение Александровского муниципального района.

## Население
| 2010 |
| ---- |
| 1    |

### Гендерный состав
По данным Всероссийской переписи населения 2010 года в гендерной структуре населения мужчины составляли 100 %.

### Национальный состав
Согласно результатам переписи 2002 года, в национальной структуре населения русские составляли 80 % из 5 чел.